# Галицин, Николас
Николас Галицин (англ. Nicholas Galitzine; род. 29 сентября 1994) ― британский актёр.

## Ранние годы и образование
Николас Галицин родился 29 сентября 1994 года в Хаммерсмите, Лондон.
Отец — Джеффри (Александр) Галицин, предприниматель, занимавшийся переработкой стекла в Великобритании. Вопреки распространённому мнению, Джеффри не принадлежит к русскому княжескому роду Голицыных. Его дед Эдвард Ральф Александр Тир (Edward Ralph Alexander Tier) сменил имя на Эдвард Ральф Александр Галицин (Edward Ralph Alexander Galitzine) 9 апреля 1956 года. Мать — Лора Папаянни, американка греческого происхождения. Сестра Николаса, Лекси Галицин — иллюстратор и дизайнер интерьеров.
В детстве Галицин играл в регби и футбол, а также участвовал в соревнованиях по легкой атлетике на уровне округа. В возрасте 10 лет Николас пел в хоре.

## Карьера
После окончания средней школы Галицин поступил в Далвичский колледж в Лондоне. Позже отправился в молодежную театральную труппу в Плезанс в Ислингтоне, чтобы продолжить актерскую карьеру.
Николас получил свою первую роль в фильме «Ритм под моими ногами» в 2014 году, снявшись вместе с Люком Перри. Он также исполнил несколько песен для оригинального саундтрека к фильму.
В 2015 году он появился в одном эпизоде сериала «Легенды» в роли гея Анджело. Компания Screen International назвала его одной из своих Star of Tomorrow.
В 2016 году Николас снялся в американской драме «Нервы на пределе» («До предела»), в которой сыграл молодого скрипача, выступающего на станции метро. Позднее сыграл молодого замкнутого студента-гея в ирландской комедийной драме «Чёртов красавчик», которая была номинирована на пять наград Ирландской академии кино и телевидения.
В 2017 году Галицин сыграл в новозеландской мистической драме «Заклинание». В фильме ужасов «Лесной наблюдатель» снялся вместе с американской актрисой, удостоенной премии Оскар, Анжеликой Хьюстон. Выбран на свою первую главную роль на телевидении в драматическом сериале ужасов «Покои» от Netflix.
В 2019 году он снялся в драматическом фильме «Репост».
В 2020 году Николас сыграл бисексуального подростка Тимми в фильме «Колдовство: Наследие», который является продолжением триллера «Колдовство».
В 2021 году исполнил роль Принца Роберта в музыкальном фильме «Золушка», в котором спел в семи саундреках.
24 июня 2022 года вышел его дебютный сингл «Comfort». В том же году Николас сыграл главного героя музыкального романтического фильма «Пурпурные сердца», транслированном компанией Netflix.
В 2023 году Галицын снялся в сатирической комедии «Неудачницы» в роли студента колледжа и футболиста Джеффа. Тогда же Николас играет вымышленного персонажа, Принца Генри, — одну из главных ролей в экранизации ЛГБТК+ романа Кейси Маккуистон «Красный, белый и королевский синий».
В 2024 году актёр исполнил роль Джорджа Вильерса, фаворита и любовника британского короля Якова I, в историческом мини-сериале «Мэри и Джордж» компании SkyTV. Мать Джорджа, герцогиню Мэри Вильерс, сыграла Джулианна Мур.
В мае 2024 Amazon Prime состоится международная трансляция ромкома «Идея тебя» с Галициным и Энн Хэтэуэй в главных ролях.
Николас Галицин является амбассадором бренда Fendi.

## Фильмография

### Кино
| Год  | Название                           | Роль                | Примечания   |
| ---- | ---------------------------------- | ------------------- | ------------ |
| 2014 | Ритм под моими ногами              | Том                 | главная роль |
| 2016 | Нервы на пределе                   | Джонни              | главная роль |
| 2016 | Чёртов красавчик                   | Конор               |              |
| 2017 | Заклинание                         | Соренсен            |              |
| 2019 | Репост                             | Эй Джей             |              |
| 2020 | Колдовство: Новый ритуал           | Тимми               |              |
| 2021 | Золушка                            | Принц Роберт        | главная роль |
| 2022 | Пурпурные сердца                   | Люк                 | главная роль |
| 2023 | Неудачницы                         | Джефф               |              |
| 2023 | Красный, белый и королевский синий | Принц Генри         | главная роль |
| 2024 | Идея тебя                          | Хейс Кэмпбелл       | главная роль |
| 2026 | Три полные сумки: Овечий детектив  |                     |              |
| 2026 | Властелины Вселенной               | Принц Адам / Хи-Мен |              |
|      | Сто ночей героя                    | Манфред             |              |

### Телевидение
| Год  | Название           | Роль           | Примечания                               |
| ---- | ------------------ | -------------- | ---------------------------------------- |
| 2015 | Легенды            | Анджело        | Episode: «The Legend of Terrence Graves» |
| 2017 | Лесной наблюдатель | Марк           | телевизионный фильм                      |
| 2019 | Покои              | Эллиот         | главная роль                             |
| 2024 | Мэри и Джордж      | Джордж Виллерс | главная роль                             |